# Erdem Tepegöz
Erdem Tepegöz est un réalisateur turc né à Izmir le 11 avril 1982.

## Filmographie
- 2012 : Zerre[1](The Particle)[2]
- 2021 : Gölgeler Içinde
- 2016 : Kiyidakiler